# Hey, Soul Sister
«Hey, Soul Sister» es una canción de la banda estadounidense de pop Train escrita por Patrick Monahan, Amund Bjørklund y Espen Lind. Fue lanzado como el sencillo principal del quinto álbum de estudio de la banda, Save Me San Francisco. La canción escaló al puesto #3 en la lista Billboard Hot 100, y hasta la fecha es la canción del grupo que más alto ha escalado en un listado. Es, también, la canción de más éxito comercial que ha tenido, alcanzando el número 1 en 16 países. A 6 de enero de 2011 había vendido más de 5 millones de copias en los Estados Unidos. Ha sido la canción más descargada para Columbia Records, la canción número 1 en ventas en iTunes en el 2010, y la segunda con mejor venta en los Estados Unidos en el mismo año.
En el 2011 la versión en vivo de esta canción le valió a la banda un premio Grammy a la "Mejor Interpretación Pop por un dúo o grupo".
Después de colaborar con el dúo noruego Espionage (Espen Lind y Amund Bjørklund) en la escritura y grabación de la canción "Brick by Brick", el líder de Train, Pat Monahan decidió grabar otra canción con el dúo. 
El video fue filmado en frente de Chango Coffee en la esquina de Morton Ave y Echo Park Ave en Los Ángeles, California.

## Posición de lista
| Listas (2009–2010)               | Posiciones de lista |
| -------------------------------- | ------------------- |
| Australian Singles Chart         | 1                   |
| Austrian Singles Chart           | 4                   |
| Belgian Singles Chart (Wallonia) | 5                   |
| Belgian Singles Chart (Flanders) | 3                   |
| Canadian Hot 100                 | 3                   |
| Danish Singles Chart             | 8                   |
| Dutch Top 40                     | 1                   |
| French Singles Chart             | 15                  |
| French Digital Singles Chart     | 10                  |
| German Singles Chart             | 7                   |
| Hungarian Airplay Chart          | 1                   |
| Irish Singles Chart              | 1                   |
| Italian Singles Chart            | 2                   |
| New Zealand Singles Chart        | 2                   |
| Norwegian Singles Chart          | 11                  |
| Romanian Airplay Chart           | 45                  |
| Swedish Singles Chart            | 3                   |
| Swiss Singles Chart              | 4                   |
| European Hot 100                 | 3                   |
| UK Singles Chart                 | 18                  |

## Posiciones de fin de año
| Listas (2010)              | Posiciones |
| -------------------------- | ---------- |
| Australian Singles Chart   | 4          |
| Canadian Hot 100           | 6          |
| Denmark (Tracklisten)      | 27         |
| European Hot 100 Singles   | 30         |
| Germany (Media Control AG) | 53         |
| Hungarian Airplay Chart    | 3          |
| Italian Singles Chart      | 13         |
| Netherlands (Dutch Top 40) | 9          |
| US Billboard Hot 100       | 3          |

## Certificaciones
| País           | Proveedor | Certificaciones (ventas discográficas) |
| -------------- | --------- | -------------------------------------- |
| Australia      | ARIA      | 3× Platinumo                           |
| Canada         | CRIA      | 2× Platino                             |
| Dinamarca      | IFPI      | Gold                                   |
| Alemania       | BVMI      | Gold                                   |
| Italia         | FIMI      | Platino                                |
| Nueva Zelanda  | RIANZ     | Platino                                |
| Estados Unidos | RIAA      | 5× Platino                             |

## Ventas y certificaciones
| País           | Proveedor | Certificaciones (salas de ventas) |
| -------------- | --------- | --------------------------------- |
| Australia      | ARIA      | 3× Platino                        |
| Canadá         | CRIA      | 2× Platino                        |
| Dinamarca      | IFPI      | Gold                              |
| Alemania       | BVMI      | Gold                              |
| Italia         | FIMI      | Platino                           |
| Nueva Zelanda  | RIANZ     | Platino                           |
| Estados Unidos | RIAA      | 5× Platino                        |

## Apariciones en otros medios
También se ha desempeñado en varios programas de televisión como CSI: NY en el episodio "Second Chances", Hellcats en su primer episodio y Medium, en el capítulo "Pain Killer" 6x03. Se ha desempeñado también en la televisión canadiense Show "Being Erica", en el capítulo 3x11. "Hey, Soul Sister" también se puede escuchar en "Ko'olauloa", el sexto episodio de Hawaii Five-0, donde se cantó y tocó en vivo con un niño pequeño.
En Glee cover de la canción en el 30 de noviembre de 2010 episodio (Temporada 2 º) "Special Education" con el actor Darren Criss (Blaine Anderson como su personaje) cantando en solitario en una actuación con la Academia Dalton Warblers
En el 2011 la película Friends with Benefits la canción fue ofrecida dos veces: una como parte de una broma película de amor, y la otra al final de la película en sí.
En Latinoamérica, Movistar (el operador de telefonía móvil propiedad de la española Telefónica) utilizó la canción para su campaña publicitaria en la televisión y la radio durante el 2011. Se utilizó la versión original, así como una versión instrumental.